# Завоевание Аргентиной Чако
Завоевание Аргентиной Чако (исп. Conquista del Chaco argentino) — военная кампания (фактически — серия военных походов), проводимая правительством Аргентины в период 1870—1917 годов против коренного индейского населения территории Гран-Чако. Представляла собой территориальную экспансию Аргентины на север и была направлена на установление господства над местными племенами.
В результате военных экспедиций центральные и южные области Гран-Чако были заняты Аргентиной. Три аргентинские провинции были расширены: Сальта — на восток, Сантьяго-дель-Эстеро — на северо-восток, Санта-Фе — на север. Также были созданы две новые провинции: Чако и Формоса.
Завоевание Чако, как и территориальная экспансия Аргентины на юг континента — Завоевание пустыни — привело к гибели тысяч индейцев, но, в отличие от кампании в Патагонии, при присоединении Чако индейское население не уничтожалось целенаправленно.